# Andrei Bals
Andrei Bals (1910 circa) è stato un rugbista a 15 romeno, estremo della S.S. Lazio ed internazionale per la Romania.

## Biografia
Romeno di nascita, si trasferì in Italia in età adolescenziale.
Nel 1927, mentre si trovava a Roma per motivi di studio, insieme ai fratelli Vinci (Eugenio, Paolo, Francesco e Piero) e al milanese Alessandro Squadrilli costituì la prima formazione della sezione rugby della Polisportiva S.S. Lazio; squadra con la quale disputò il primo campionato italiano di rugby, la Divisione Nazionale 1928-29, cedendo all'Ambrosiana nelle finali scudetto.
Nel medesimo periodo al quale risale la fondazione della S.S. Lazio, venne selezionato nella nazionale romena impegnata in tournée nel mese di maggio; il 15 maggio 1927, a Parigi, esordì a livello internazionale contro la Francia B, disputando anche i restanti due incontri con Germania e Cecoslovacchia.